# クリストファー・コール
サー・クリストファー・コール（Sir Christopher Cole, 1770年6月10日 - 1836年8月24日）は、アメリカ独立戦争、フランス革命戦争、そしてナポレオン戦争に従軍した有名なイギリス海軍士官であり、バス勲爵士である。この3つの戦争でも功績をあげたものの、彼の名を高らしめたのは、1810年と1811年のオランダ領東インドでの功績である。この偉業により、アンボン島とジャワ島の攻略が可能になった。コールは海軍に入って間もないころ、カリブ海の広い範囲の航海をはじめ、アメリカ独立戦争末期の対フランス作戦といくつかの大規模な戦闘に参戦した。その後の平和時もコールは海軍にとどまり、エドワード・ペリュー艦長と共に作戦を立てた。2人の共同任務はその後20年間続くことになった。
軍人生活末期にはスリナム方面の作戦をほめられ、ペルシア（ガージャール朝）の君主であったファトフ・アリー・シャーとの外交任務を成功させて称賛されたが、この成功の後、ペリューとの関係が壊れた。ペリューはこの時インド洋における指揮官だった。1810年、コールはオランダ領東インドに派遣された。当時イギリスは、この地を攻略し、要塞のあるバンダ・ネイラ攻撃するための作戦のさなかにあった。作戦の当初はかなりの損害を出したが、コールは自ら小規模の隊を率いて、この島の主だった要塞へ向かい、そこを攻略して完全降伏させた。これは1811年のジャワ侵略につながったが、これもコールが計画して実行したものだった。大きな称賛と多額の報酬を得たコールはナポレオン戦争末期に政界入りし、1836年に死去するまで、庶民院議員として2度当選を果たした。

## 海軍入隊

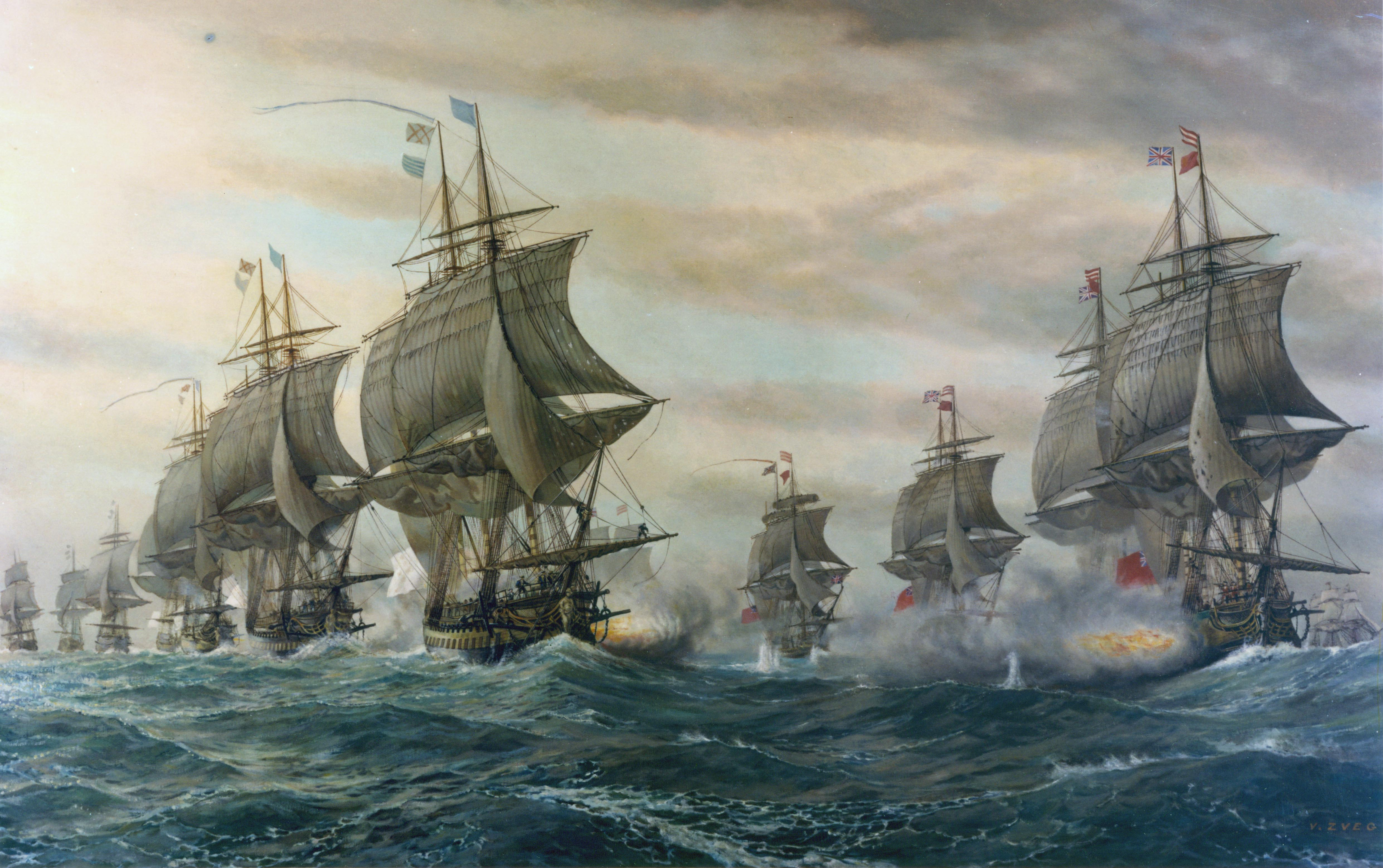
チェサピーク湾の海戦

コールは1770年の6月に、父ハンフリーと母フィリスの息子としてコーンウォールのマラジオンに生まれた。1780年、9歳の時に海軍に入隊し、ディグビー・デント艦長指揮下の戦列艦ロイヤル・オークに乗艦した。このロイヤル・オークには兄のジョンが従軍牧師として乗っていた、当時ロイヤル・オークは北アメリカ沖に駐留していて、アメリカ独立戦争に参戦しており、後にコールはデント艦長について、レイゾナブル、そしてラッセルに配属された。ラッセルは西インド諸島に駐留しているサミュエル・ドレイクの旗艦であった。コールは、ラッセルで任務に就いていた1781年4月に、フォートロイヤルの戦いにコールも参戦した。その後また転属となり、1781年9月には戦列艦プリンセサにドレイクと共に移った。その翌年にかけてプリンセサは多くの海戦を戦ったが、その中には1781年9月のチェサピーク湾の海戦、1782年1月のセント・キッツ島の海戦、1782年4月のセインツの海戦も含まれていた 。
ヴェルサイユ条約によってアメリカ独立戦争が終結した後も、コールは、ハリファックスで兄弟のフランシスが指揮官を務める12門艦トレパシーに乗っていた。1783年5月、コールはトマス・フォーリー艦長のアトラントに移り、1785年2月まで乗務した後、フリゲートのウィンチェルシーに移った。このウィンチェルシーの艦長はエドワード・ペリューだった。ペリューとコールはその後20年にわたって、長く親密に仕事をすることになった。コールは3年間ウィンチェルシーにいた後、ドレイクの推薦でクラウンに転属となった。クラウンはウィリアム・コーンウォリス准将のもと、1789年の末にインドに派遣され、昇進がかなり遅れていたことにいら立っていたコールも、翌年の1月に海尉試験に合格した。この合格の遠因となったのは、11月のドレイクの死だった。

## 対仏戦争

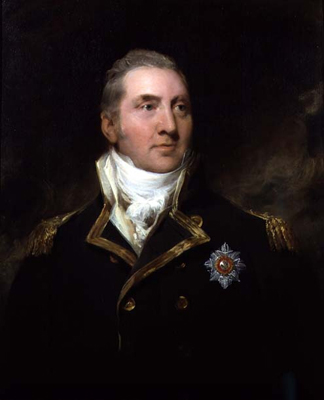
エドワード・ペリュー

コールはその後4年間インドにとどまり、クラウンからコーンウォリス指揮下のミネルヴァへと移り、1793年6月に代理海尉としてリチャード・キング艦長のビエン・エイムに乗艦した。1793年9月、海尉試験合格から4年以上も経って、コールはついに海尉となり、その翌年にアイルランド沖の、ジョン・ドリュー艦長のセルベリウスで任務についた。これは、チャタム卿ジョン・ピットの直々の命令であった。これにより、コールは最近昇進したにもかかわらず、セルベリウスで最年長の海尉であることが確実になった。1795年6月、コールは西インド諸島の、ヒュー・シーモア艦長のサンス・パレイルに異動し、1799年にはスリナム侵攻に加わった。この侵攻でシーモアはコールを、拿捕艦のスリナムのコマンダーに昇進させた 。

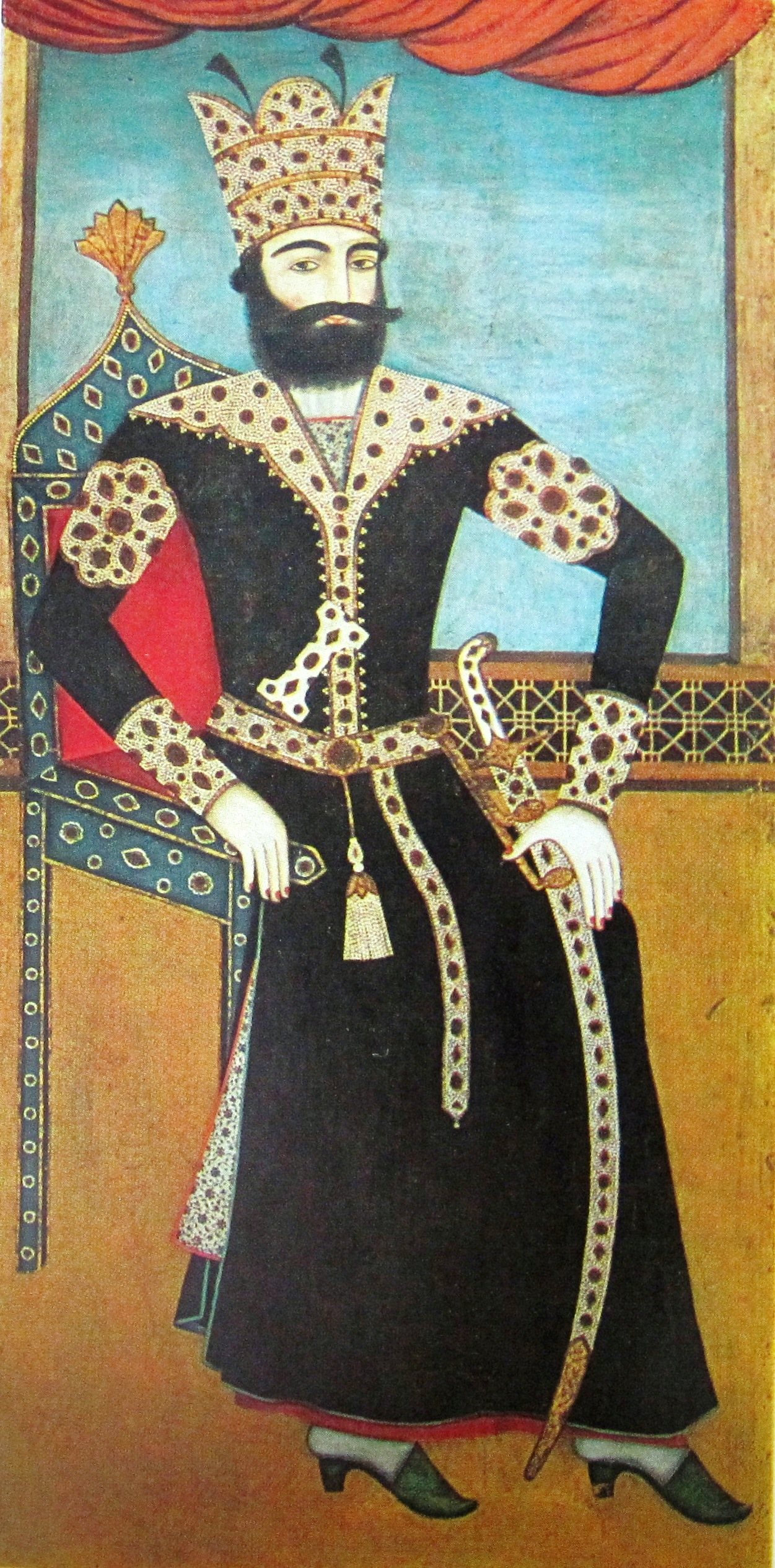
ファトフ・アリー・シャー

コールはスリナムで指揮を執っていた間、多くの巡洋航海を成功させた。その中には1800年3月に2隻の私掠船を拿捕したこと、そして商業用スクーナーの再拿捕や 、カリブ海で乗組員の健康を保つために、新しい規則を導入したことも含まれていた。1801年、シーモアは熱病で亡くなったが、コールの活動は既にシーモアに代わって就任したジョン・ダクワースから認められており、1801年の6月30日に、ダクワースの旗艦レヴァイアサンの勅任艦長となり、翌年にはフリゲートのサウザンプトンの指揮を執った。コールがサウザンプトンの指揮官になって間もなく、アミアンの和約により、フランス革命戦争は終わって、サウザンプトンは退役した 。
1年も経たないうちにナポレオン戦争がはじまり、コールは第一線に戻った。ペリューの推薦を受けて少将となり、自らの旗艦カローデンを指揮した。1804年、ペリューはインドに派遣され、コールも共に3年の間、ジャワ方面作戦に参加した。ストレスの多い極東での任務で、コールとペリューの関係は亀裂を生じた。1807年の3月に、コールは新造されたフリゲートのドリスの指揮を執った。1808年、ドリスはペリューの命令により、ペルシアの君主であるファトフ・アリー・シャーの元へ向かう、ジョン・マルコム率いる外交使節団を護衛するために派遣された。この役目の間、コールはペルシア湾沿岸のブーシェフルに滞在し、ベンガル総督からの謝意、そして500ポンドの謝礼を受けたが、彼の指揮はペリューから公然と批判された 。

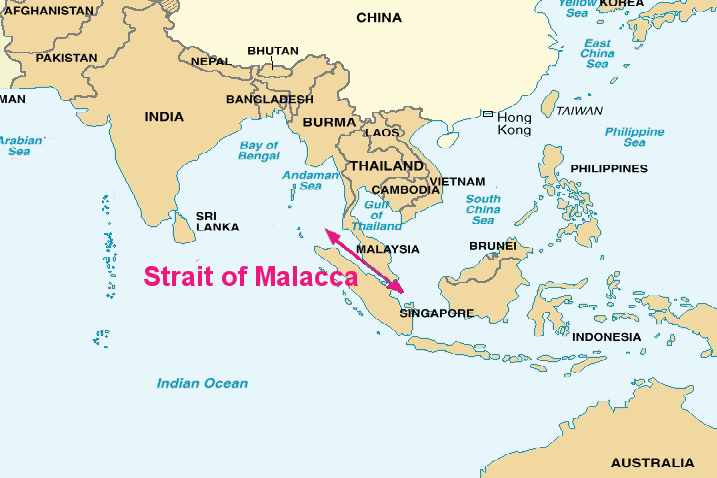
マラッカ海峡（ピンクの矢印の部分）

ドリスは、ペリューの後任となったウィリアム・オブライエン・ドリューリーの指揮下に入り、マラッカ海峡での任務に派遣された。これは、フィリピンのスペイン政府と共に任務に就く関係を得るためのものだった。コールはうまくこれをやってのけ、フリゲートのキャロラインの指揮を1809年に執り、その翌年には戦隊の指揮をまかされた。モルッカ諸島への攻撃で、コールの自由意志にゆだねられていた。コールは防御が盤石なバンダ・ネイラへ航行すると、8月10日に大胆な攻撃を計画し、要塞へ突進した部隊はここの占拠に成功した。翌年、コールはジャワ侵攻の指導的役割に立ち、ロバート・ストップフォード少将のもとで侵攻を成功裏に終わらせた。この功績により、1812年5月にはナイト爵に叙せられ、特注のメダルとオックスフォード大学の名誉博士号を与えられた。
1813年、コールはヨーロッパに戻って、海峡艦隊で戦列艦リッポンの指揮を執った。1813年には損害を受けたフランスのフリゲート、ウェゼを拿捕した。1814年には、フランスの軍艦に拿捕されていた、価値の高い貨物を積んだスペインの財宝船を再拿捕した。1814年9月1日、リッポンは退役し、コールも、34年間続いた海軍での経歴に幕を下ろした。

## 政界入りと引退
34年間の軍人生活への見返りとして、1815年にコールはバス勲爵（ナイト・コマンダー）を授与された。その同じ年にナポレオン戦争が終わり、マリア・テレジア軍事勲章をオーストリア帝国から、聖ゲオルギー勲章をロシア帝国から授与された。また、イルチェスター卿の娘で、ウェールズの地主であるトマス・マンゼル・タルボットの未亡人であるメアリー・ルーシーと結婚した。彼女とは長い付き合いがあった。メアリーは最初の結婚では子を得ていたが、この2人の間には子供がなかった。バンダ・ネイラの作戦での名声により、1817年にはグラモーンガンシャーから出馬して庶民院議員に当選したが、翌年に議席を失った。1820年に再当選し、1830年まで議席を守って、その後メアリー・ルーシーの連れ子である、クリストファー・ライス・マンゼル・タルボットにその議席を譲った。1828年、海軍は彼の栄誉をたたえて王室ヨットのロイヤル・ソブリン艦長に任命し、1830年には海兵隊大佐に任命された。1836年、コールはウェールズのカーディフに誓いキルロイの自宅で生涯を終えた。夫人のルーシーは1855年まで生き、そして継子であるクリストファーは、60年間の議員生活を送った。